# Arkhimédész (költő)
Arkhimédész (Kr. e. I. század – Kr. u. I. század?) görög epigrammaköltő.
Életéről, munkásságáról semmit sem tudunk. A híres természettudósnak, Arkhimédésznek csupán névrokona volt. Művei közül ránk mindössze egyetlen epigramma maradt, az Anthologia Graeca gyűjteményben. A fennmaradt mű:
Euripidész útjára ne próbálj lépni, nehéz út,
 ember nem könnyen járja be, énekesem.
Rózsával látszik telehintve, de jaj, ha rálépsz,
 tüskön-bokron kell törni magadnak utat.
Médeiát mernéd érinteni? Úgy lezuhansz, hogy
 hírmondód se marad. Hát ne keresd a babért.